# Martine Deprez
Martine Deprez (ur. 26 kwietnia 1969 w Wiltz) – luksemburska polityk i nauczycielka, od 2023 minister zdrowia i ochrony socjalnej.

## Życiorys
Ukończyła Lycée de Garçons de Luxembourg, a następnie matematykę na Uniwersytecie w Liège, kształciła się także w zakresie pedagogiki. Była urzędniczką służby cywilnej w Dudelange, pracowała w inspekcji generalnej ds. ochrony socjalnej. Później zatrudniona jako nauczycielka w szkole średniej. Działaczka kulturalna, była sekretarzem generalnym (od 2008) i prezesem (od 2015) UGDA, organizacji parasolowej reprezentującej luksemburską branżę muzyczną. Zaangażowała się w działalność polityczną w ramach Chrześcijańsko-Społecznej Partii Ludowej, do której wstąpiła w 1987. Była m.in. członkinią zarządu jej organizacji młodzieżowej CSJ. W 2012 została powołana w skład Rady Stanu, organu doradzającego parlamentowi w procesie legislacyjnym.
W listopadzie 2023 objęła stanowisko ministra zdrowia i ochrony socjalnej w rządzie Luca Friedena.